# Горст-Тіло Квек
Горст-Тіло Квек (нім. Horst-Thilo Queck; 9 січня 1915, Брауншвейг — 22 червня 1981, Пансдорф) — офіцер крігсмаріне, капітан-лейтенант. Кавалер Німецького хреста в золоті.

## Біографія
5 квітня 1935 року поступив на службу в рейхсмаріне, до червня 1939 року проходив курси офіцера.
З липня 1939 року — офіцер на навчальному кораблі «Шлезвіг-Гольштайн».
З серпня 1940 року — офіцер на тральщику «Дойчланд».
З листопада 1940 року — офіцер на легкому крейсері «Лейпциг».
З 6 червня 1941 року проходив курс офіцера-підводника.
З листопада 1941 року — старший офіцер на підводному човні U-372.
З березня 1942 року проходив підготовку капітана-підводника в Нойштадті.
З 14 травня 1942 до 24 липня 1943 року — командир U-622, здійснив 4 походи (загалом 135 днів у морі).
З серпня 1943 до 27 червня 1944 року — командир U-92, здійснив 3 походи (загалом 139 днів у морі).
З 22 листопада 1944 до 5 травня 1945 року — командир U-2522.

## Звання[1]
- Кандидат в офіцери (5 квітня 1935)
- Фенріх-цур-зее (1 липня 1936)
- Оберфенріх-цур-зее (1 січня 1938)
- Лейтенант-цур-зее (1 квітня 1938)
- Оберлейтенант-цур-зее (1 жовтня 1939)
- Капітан-лейтенант (1 грудня 1942)

## Нагороди[2]
- Медаль «За вислугу років у Вермахті» 4-го класу (4 роки; 1 квітня 1939)
- Залізний хрест 2-го класу (8 травня 1940)
- Нагрудний знак підводника (19 листопада 1942)
- Нагрудний знак флоту (25 листопада 1942)
- Залізний хрест 1-го класу (3 лютого 1943)
- Німецький хрест в золоті (22 липня 1944)
- Фронтова планка підводника
  - В бронзі (27 вересня 1944)
  - В сріблі (24 березня 1945)